# إيفرت أوزموند
إيفرت أوزموند هو سياسي كندي، ولد في 13 يوليو 1936، وتوفي في 13 مارس 2015 في كورنر بروك في كندا. نشط حزبياً في حزب المحافظين التقدمي في نيوفندلاند ولابرادور ‏.